# István Friedrich
István Friedrich (n. 1 iulie 1883 - d. 25 noiembrie 1951) a fost politician maghiar ce a ocupat postul de prim-ministru 3 luni de zile din 1919. S-a născut în Malacka (azi Malacky, Slovacia), a studiat jurismul la universitatea din Budapesta și în Berlin. În perioada anti-revoluționară a fost arestat până la proclamarea Ungariei ca republică în 6 august 1919, a luat parte la scoaterea din funcție a primului ministru Gyula Peidl. Fiedrich a fost desemnat ca prim ministru de Arhiducele Iosif. A ocupat postul de prim ministru din 7 august până în 25 noiembrie 1919 și a rămas ministrul apărări până în 15 martie 1920. În 1951 a fost arestat de Mátyás Rákosi, a murit în 1958.